# Thalkleinich

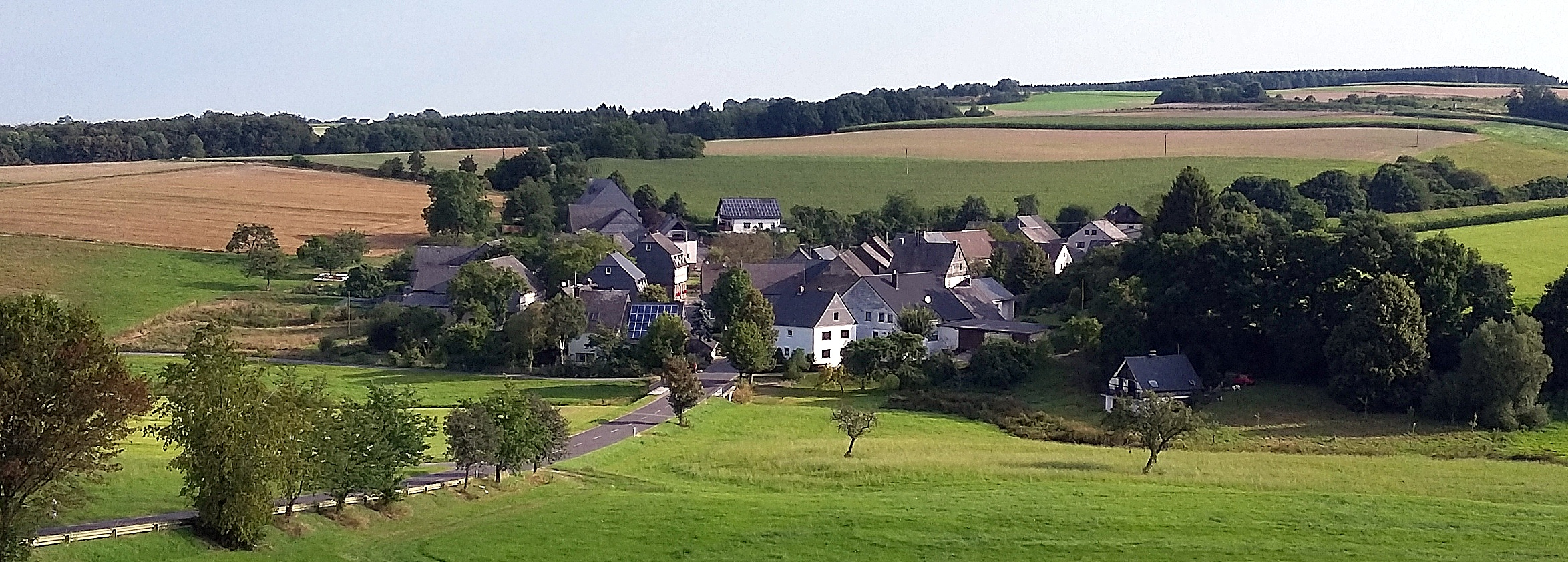
Blick auf Thalkleinich von der Kleinicher Pfarrkirche aus (August 2016)

Thalkleinich ist ein Ortsteil der im rheinland-pfälzischen Landkreis Bernkastel-Wittlich gelegenen Ortsgemeinde Kleinich. Bis 1969 war Thalkleinich eine selbstständige Gemeinde, ehe sie im Zuge der rheinland-pfälzischen Verwaltungsreform der neu gebildeten Gemeinde zugeschlagen wurde. Der Ort hat etwa 30 Einwohner bei einer Gesamtfläche von 2,33 km².

## Geographie

### Lage
Thalkleinich liegt im Hunsrück zwischen dem Tal der Mittelmosel in westlicher und der Hunsrückhöhenstraße in östlicher Richtung. Politisch gehört der Ortsteil der Gemeinde Kleinich in der Verbandsgemeinde Bernkastel-Kues an, die einen Teil des Landkreises Bernkastel-Wittlich in Rheinland-Pfalz bildet. Nächstgelegene Mittelzentren sind Traben-Trarbach (acht Kilometer nordnordwestlich) und Bernkastel-Kues (acht Kilometer westnordwestlich), die Kreisstadt Wittlich liegt 22 Kilometer nordwestlich. Der Flughafen Frankfurt-Hahn ist acht Kilometer nordöstlich gelegen. Die Gesamtfläche der Gemarkung Thalkleinich beträgt 2,33 km², Nachbargemarkungen sind – im Uhrzeigersinn und im Norden beginnend – Beuren (Gemeinde Irmenach), Hirschfeld (Hunsrück), Oberkleinich, Kleinich und Fronhofen (jeweils Gemeinde Kleinich).

### Klima
Zwischen Januar 1931 und November 2007 betrieb der Deutsche Wetterdienst im Hauptort Kleinich auf 437,5 m ü. NHN eine Station zur Niederschlagsmessung (Lage). Seit Februar 2008 befindet sich in der Kleinicher Ortslage auf einer Höhe von 447 m ü. NHN eine hydrometeorologische Station des Dienstleistungszentrums Ländlicher Raum (Lage).
|                   | Jan | Feb | Mär | Apr | Mai | Jun | Jul | Aug | Sep | Okt | Nov | Dez |   |     |
|                   |     |     |     |     |     |     |     |     |     |     |     |     |   |     |
| Niederschlag (mm) | 74  | 63  | 69  | 57  | 72  | 69  | 74  | 67  | 71  | 74  | 68  | 78  | Σ | 836 |

|  |

|  |

|  |

|  |

|  |

|  |

|  |

|  |

|  |

|  |

|  |

|  |

|  |

|  |

|  |

|  |

|  |

|  |

|  |

|  |

|  |

|  |

|  |

|  |

Die nächstgelegene Wetterstation zur Messung von Temperatur und Sonnenstunden befindet sich in Hahn etwa neun Kilometer nordnordöstlich von Thalkleinich auf einer Höhe von 497 m ü. NHN.
|                        | Jan  | Feb  | Mär  | Apr  | Mai  | Jun  | Jul  | Aug  | Sep  | Okt  | Nov  | Dez  |   |     |
| Mittl. Temperatur (°C) | 0,0  | 0,5  | 3,9  | 7,5  | 11,8 | 14,7 | 16,9 | 16,5 | 12,8 | 8,6  | 3,7  | 0,8  | ⌀ | 8,2 |
|                        |      |      |      |      |      |      |      |      |      |      |      |      |   |     |
| Sonnenstunden (h/d)    | 1,55 | 2,80 | 3,68 | 5,50 | 6,26 | 6,70 | 7,06 | 6,52 | 4,90 | 3,23 | 1,77 | 1,26 | ⌀ | 4,3 |

|  |

|  |

|  |

|  |

|  |

|  |

|  |

|  |

|  |

|  |

|  |

|  |

|  |

|  |

|  |

|  |

|  |

|  |

|  |

|  |

|  |

|  |

|  |

|  |

## Geschichte

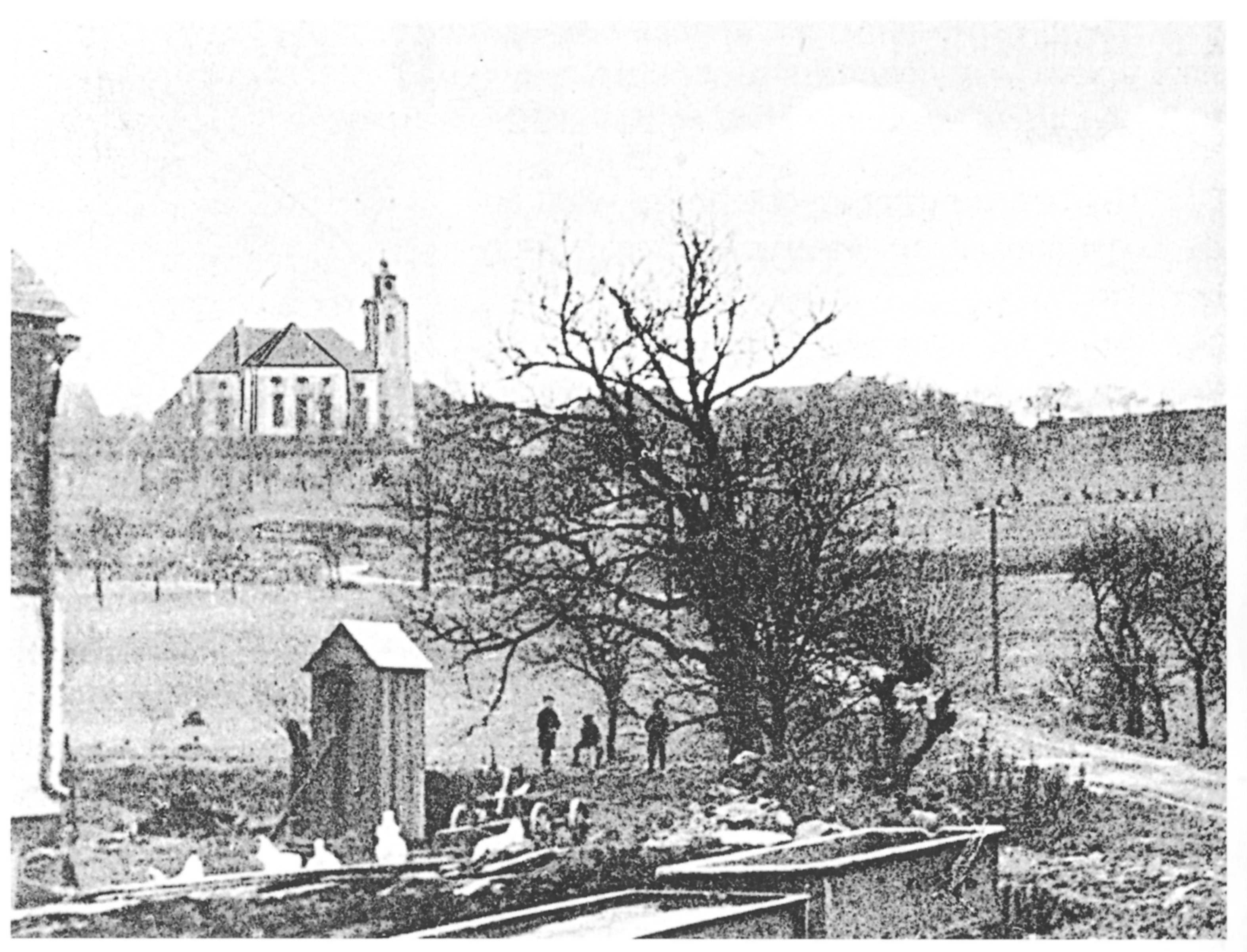
Blick von Thalkleinich aus (Vordergrund) auf die Kleinicher Pfarrkirche (um 1913)

Vermutlich gab es in Thalkleinich bereits zu römischer Zeit eine Hofstelle. Das heutige Dorf wird 1390 erstmals als „in dem dale zu Kleinche“ erwähnt, 1399 als „ym dale zu Cleyniche“ und 1421 als „Cleynche ymme dale“ bezeichnet. 1790 nannte sich die Siedlung „Kleinicher Tal“. Der Name „Thalkleinich“ wurde vermutlich erst nach 1800 gebräuchlich. Das Dorf wurde zu jener Zeit von Kleinich aus besiedelt, als das Hochgericht noch nicht als abgegrenzter Rechtsbezirk bestand.
Über Jahrhunderte hatte Thalkleinich eine enge Beziehung zu Irmenach und Beuren. Diese drei Orte bildeten eine Einheit, die sog. „Großgemeinde Irmenach“, die erst 1828 endgültig aufgelöst wurde.
In der Zeit der Weimarer Republik gehörte die Landwirtschaftsgemeinde Thalkleinich der niedrigsten Ortsklasse D an, die Gemeindevertretung umfasste sechs Sitze.
Am 15. Mai 1936 wurde der Ortsname von Thal-Cleinich in Thalkleinich umgewandelt, der Ort gehörte dem Landkreis Zell (Mosel) an. Durch die Eingemeindung in die bestehende Gemeinde Kleinich am 7. Juni 1969 wechselte die Zuständigkeit zur Verbandsgemeinde Bernkastel-Kues im neugegründeten Landkreis Bernkastel-Kues. Durch die Umgliederung bedingt wechselte der Ort gleichzeitig vom Regierungsbezirk Koblenz in den Regierungsbezirk Trier.
Die SWR-Sendereihe Hierzuland drehte im August 2016 in Thalkleinich, nach Fronhofen (Oktober 2009) und der Kleinicher Ortsstraße (November 2013) die dritte Episode über einen Teil der Gemeinde Kleinich, die Ausstrahlung erfolgte am 9. September 2016.

### Gerichtszuständigkeit
Nach Gründung des Département de Rhin-et-Moselle im Jahr 1798 gehörte Thalkleinich zum Justice de paix (ab 1821 Friedensgericht) Trarbach, im Jahr 1879 wurde das Amtsgericht Trarbach (ab 1904 Traben-Trarbach) eingerichtet. Im Juni 1923 kam Thalkleinich zum Amtsgerichtsbezirk Kirchberg, der 1967 aufgelöst wurde und dem Amtsgericht Simmern/Hunsrück zukam. Zum 1. April 1971 wurde der Ort dem Amtsgericht Bernkastel-Kues (LG Trier, OLG Koblenz) zugelegt. Die Neuordnung der Gerichtsbezirke im Jahr 1971 war Gegenstand einer Entscheidung des Bundesgerichtshofes (BGH) vom 12. November 1979; die Umgliederung Thalkleinichs war dabei entscheidungserheblich.

### Religion
Früher war der Ort wegen des protestantischen Grafen von Sponheim evangelisch geprägt, 2008 waren 65,9 Prozent der Einwohner evangelischen Glaubens.

### Einwohnerentwicklung
| Jahr | Einwohner |
| ---- | --------- |
| 1835 | 90        |
| 1858 | 95        |
| 1885 | 99        |
| 1908 | 102       |
| 1910 | 89        |
| 1913 | 89        |
| 1918 | 90        |

| Jahr    | Einwohner |
| ------- | --------- |
| 1926    | 99        |
| 1931    | 95        |
| 1933    | 94        |
| 1939    | 96        |
| um 1980 | etwa 65   |
| 2008    | 42        |
| 2016    | etwa 30   |

## Politik

### Ortsbürgermeister
Ortsbürgermeister bis zur Eingemeindung 1969, seither als Ortsvorsteher. Während der Weimarer Republik wurde der Ortsbürgermeister auch als „Gemeindevorsteher“ bezeichnet.
| Zeit      | Ortsbürgermeister               |
| --------- | ------------------------------- |
| 1900–1910 | Wilhelm Kirst                   |
| 1910–1914 | Hermann Neusius                 |
| 1914–1919 | Adolf Schmidt (stellvertretend) |
| 191900000 | Hermann Neusius                 |
| 1919–1923 | Oskar Neu                       |
| 1923–1924 | Wilhelm Weirich                 |

| Zeit      | Ortsbürgermeister |
| --------- | ----------------- |
| 1924–1945 | Ernst Bohr        |
| 1945–1946 | Hermann Kirst     |
| 1946–1951 | August Schug      |
| 1951–1956 | Albert Klei       |
| 1956–1960 | Fritz Gerhardt    |
| 1960–1969 | Otto Schug        |

| Zeit      | Ortsvorsteher   |
| --------- | --------------- |
| 1969–1999 | Günter Schell   |
| 1999–2015 | Edgar Kleinmann |
| 2015–2019 | Dietmar Kirst   |
| 2019–0000 | Wilfried Kirst  |

Der amtierende Ortsvorsteher Wilfried Kirst wurde in der konstituierenden Sitzung des Gemeinderates von Kleinich am 17. Juni 2019 erstmals gewählt und in der folgenden Wahlperiode am 9. Juli 2024 vom Gemeinderat für weitere fünf Jahre in seinem Amt bestätigt.

### Wappen
Aufgrund der Zugehörigkeit des Ortes zum Landkreis Zell vor der kommunalen Gebietsreform 1969, liegt für Thalkleinich als einziger Kleinicher Ortsbezirk kein amtliches Wappen vor. Das nebenstehende Wappen findet seit dem Jahr 2000 Verwendung auf der Gemeindefahne sowie auf der Webseite der Grundschule Kleinich und in der Gemeindechronik.
| | Blasonierung: „Über grünem Schildfuß, darin eine silberne Wassermühle, dreireihig geschacht von Silber und Rot.“ |
| Wappenbegründung: Das Schachbrettmuster im oberen Teil weist auf die Zugehörigkeit zur Hinteren Grafschaft Sponheim hin. Der untere Teil zeigt in eine Mühle am Kleinicher Bach, die grüne Farbe verweist auf die Landwirtschaft. | |

## Kulturdenkmäler

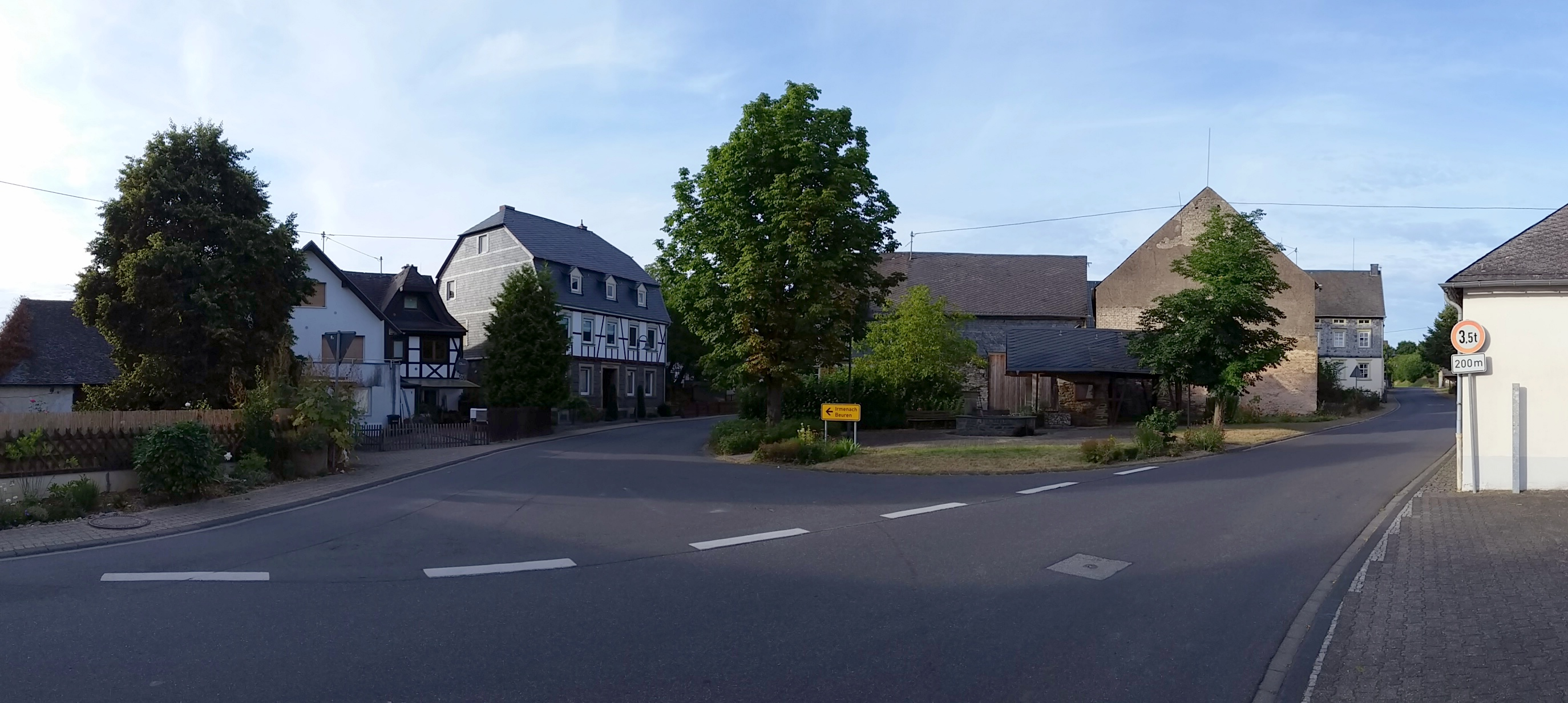
Denkmalgeschützter Ortskern von Thalkleinich mit den unter Schutz stehenden Nummern 8, 16 und 18 und dem Dorfplatz im Ortsmittelpunkt (2016)

Der Thalkleinicher Ortskern bildet wegen seiner ungewöhnliche Dichte an historischen Hofanlagen, die überwiegend aus dem 19. Jahrhundert stammen, eine sogenannte Denkmalzone. Neben dieser gemeinsamen Unterschutzstellung von sieben Anlagen sind die Gebäude mit den Hausnummern 8, 9, 16, 18 und 20 zusätzlich als Einzelbauwerk geschützt, ebenso wie das Backhaus.